# Casorate Sempione
Casorate Sempione – miejscowość i gmina we Włoszech, w regionie Lombardia, w prowincji Varese.
Według danych na rok 2004 gminę zamieszkiwało 5070 osób, 845 os./km².